# Porphyrinia pulchra
Porphyrinia pulchra là một loài bướm đêm trong họ Noctuidae.